# Station Mertzwiller
Station Mertzwiller is een spoorwegstation in de Franse gemeente Mertzwiller.